# کیث آدامسون
کیث آدامسون (انگلیسی: Keith Adamson؛ زادهٔ ۳ ژوئیهٔ ۱۹۴۵) یک بازیکن فوتبال است. 